# Daniel Kastner
Daniel Kastner (* 3. November 1981 in Hallein, Land Salzburg) ist ein ehemaliger österreichischer Fußballspieler und derzeitiger Spielerberater.

## Karriere
Seine Position ist der Sturm. Seine Karriere begann beim Halleiner SK. Kastner gilt als der letzte bekannte Spieler, der aus dem inzwischen nicht mehr existierenden Verein hervorging. Herbst 2001 wechselte er zu SV Braunau und Frühjahr 2002 zu LASK Linz. Beide Vereine spielten in der zweitklassigen Ersten Liga. Noch 2002 wechselte er zurück zu seinem Stammverein nach Hallein. Nach einer guten Saison wurde er am 30. Juni 2003 von den Austria Salzburger Amateuren verpflichtet, jedoch gleich zum ASVÖ FC Puch in die Regionalliga verliehen.
2004/05 wurde Daniel Kastner in die Kampfmannschaft von Austria Salzburg geholt und spielte dort erstmals in der Bundesliga. Er wechselte für die Saison 2005/06 zur SV Ried, wo er bis zum 31. Dezember 2006 blieb. Dann wurde der Vertrag beendet und der 1,85 Meter große und 82 kg schwere Stürmer wechselte nach einem Probetraining beim englischen Zweitligisten Plymouth Argyle und erfolglosen Gesprächen mit der Klubführung der Austria Wien Amateure zum ASK Schwadorf in Schwadorf in die Regionalliga Ost (Rückennummer 27). Schwadorf gelang noch in dieser Saison mit dem ersten Platz der Aufstieg in die Erste Liga. Im Jänner 2008 wechselte er zum SV Grödig in die Regionalliga West, wo er die Nummer 9 bekam und mit dem Verein aufstieg. Ein Jahr später wurde sein Vertrag bei Grödig aufgelöst.
Von März 2009 bis Februar 2010 stand Kastner als erster Österreicher beim lettischen Fußballverein Liepājas Metalurgs unter Vertrag. Er hatte einen Vertrag bis zum Ende der Saison 2008/09 erhalten. Danach war er bis Juli vereinslos, ehe er sich dem österreichischen Fünftligisten Union Mondsee anschloss. Wegen einer langwierigen Schambeinentzündung beendete er seine Profikarriere mit 28 Jahren und ist seither als Spielerberater tätig.

## Erfolge
- 1 × Lettischer Meister: 2009
- 1 × Meister Regionalliga Ost: 2007
- 1 × Meister Regionalliga West: 2008